# Élections sénatoriales de 2008 dans l'Aube
Les élections sénatoriales dans l'Aube ont eu lieu le dimanche 21 septembre 2008. Elles ont eu pour but d'élire les sénateurs représentant le département au Sénat pour un mandat de six années.

## Contexte départemental
Lors des élections sénatoriales du 27 septembre 1998 dans l'Aube, deux sénateurs ont été élus, un divers droite et un RPR.
Depuis, tous les effectifs du collège électoral des grands électeurs ont été renouvelés, avec les élections législatives françaises de 2007, les élections régionales françaises de 2004, les élections cantonales de 2004 et 2008 et les élections municipales françaises de 2008.

## Rappel des résultats de 1998
|                | Philippe Adnot          | DVD            | 586 | 64,04  |  |  |
|                | Yann Gaillard           | RPR            | 463 | 50,60  |  |  |
|                | Albert Danilo           | PS             | 126 | 13,77  |  |  |
|                | Jacques Rigaud          | RPR            | 125 | 13,66  |  |  |
|                | Christian Royer         | PS             | 117 | 12,79  |  |  |
|                | Étienne Copel           | UDF            | 105 | 11,48  |  |  |
|                | Pierre Rahon            | PCF            | 54  | 5,90   |  |  |
|                | Marie-Françoise Pautras | PCF            | 50  | 5,46   |  |  |
|                | Bruno Subtil            | FN             | 32  | 3,50   |  |  |
|                | Pierre Bourgoin         | FN             | 21  | 2,30   |  |  |
|                |                         |                |     |        |  |  |
| Inscrits       | Inscrits                | Inscrits       | 941 | 100,00 |  |  |
| Abstentions    | Abstentions             | Abstentions    | 13  | 1,38   |  |  |
| Votants        | Votants                 | Votants        | 928 | 98,79  |  |  |
| Blancs et nuls | Blancs et nuls          | Blancs et nuls | 13  | 1,40   |  |  |
| Exprimés       | Exprimés                | Exprimés       | 915 | 98,60  |  |  |

## Sénateurs sortants
| Sénateur | Sénateur       | Parti | Fonctions lors de l'élection en 1998                  |
| -------- | -------------- | ----- | ----------------------------------------------------- |
|          | Philippe Adnot | DVD   | Sénateur sortant, président du conseil général        |
|          | Yann Gaillard  | UMP   | Sénateur sortant, conseiller général, maire d'Essoyes |

## Présentation des candidats et des suppléants
Les nouveaux représentants sont élus pour une législature de 6 ans au suffrage universel indirect par les 958 grands électeurs du département. Dans l'Aube, les sénateurs sont élus au scrutin majoritaire à deux tours. Leur nombre reste inchangé, 2 sénateurs sont à élire. Ils sont 8 candidats dans le département, chacun avec un suppléant.
| T/S | Candidats | Candidats               | Parti | Principale fonction                                  |
| --- | --------- | ----------------------- | ----- | ---------------------------------------------------- |
| T   |           | Pierre Mathieu          | PCF   |                                                      |
| S   |           | Bernard Grapotte        | PCF   |                                                      |
| T   |           | Marie-Françoise Pautras | PCF   |                                                      |
| S   |           | Gérard Le Berre         | PCF   |                                                      |
| T   |           | Daniel Lebeau           | PS    |                                                      |
| S   |           | Line Bret               | PS    |                                                      |
| T   |           | Thierry Pavot           | PS    |                                                      |
| S   |           | Véronique Heuillard     | PS    |                                                      |
| T   |           | Philippe Adnot          | DVD   | Sénateur sortant, président du conseil général       |
| S   |           | Philippe Pichery        | DVD   |                                                      |
| T   |           | Bernard de La Hamayde   | UMP   | Conseiller général, maire de Saint-Parres-lès-Vaudes |
| S   |           | Nicolas Juillet         | UMP   |                                                      |
| T   |           | Yann Gaillard           | UMP   | Sénateur sortant                                     |
| S   |           | Évelyne Perrot          | UMP   | Maire de Dosches                                     |
| T   |           | Bruno Subtil            | FN    | Conseiller régional                                  |
| S   |           | Martine Viala           | FN    |                                                      |

## Résultats
| Candidat et parti politique | Candidat et parti politique | Candidat et parti politique | Premier tour | Premier tour | Second tour | Second tour |
| Candidat et parti politique | Candidat et parti politique | Candidat et parti politique | Voix         | %            | Voix        | %           |
| --------------------------- | --------------------------- | --------------------------- | ------------ | ------------ | ----------- | ----------- |
|                             | Philippe Adnot              | DVD                         | 619          | 65,99        |             |             |
|                             | Yann Gaillard               | UMP                         | 417          | 44,46        | 453         | 49,67       |
|                             | Bernard de La Hamayde       | UMP                         | 365          | 38,91        | 326         | 35,75       |
|                             | Daniel Lebeau               | PS                          | 140          | 14,93        | 133         | 14,58       |
|                             | Thierry Pavot               | PS                          | 75           | 8,00         | Retrait     | Retrait     |
|                             | Pierre Mathieu              | PCF                         | 60           | 6,40         | Retrait     | Retrait     |
|                             | Marie-Françoise Pautras     | PCF                         | 46           | 4,90         | Retrait     | Retrait     |
|                             | Bruno Subtil                | FN                          | 19           | 2,03         | Retrait     | Retrait     |
|                             |                             |                             |              |              |             |             |
| Inscrits                    | Inscrits                    | Inscrits                    | 958          | 100,00       | 958         | 100,00      |
| Abstentions                 | Abstentions                 | Abstentions                 | 4            | 0,42         | 16          | 1,67        |
| Votants                     | Votants                     | Votants                     | 954          | 99,58        | 942         | 98,33       |
| Blancs et nuls              | Blancs et nuls              | Blancs et nuls              | 16           | 1,68         | 30          | 3,18        |
| Exprimés                    | Exprimés                    | Exprimés                    | 938          | 98,32        | 912         | 96,82       |